# Weiterbildung Hamburg
Weiterbildung Hamburg e. V. ist ein Netzwerk Hamburger Bildungseinrichtungen. Der gemeinnützige Verein Weiterbildung Hamburg e. V. ist 1992 aus dem 1987 auf Initiative der Hamburger Schulbehörde gegründeten Verein Weiterbildungsinformation Hamburg e. V. hervorgegangen. Dieser war erster Betreiber des Informationssystems WISY. Ziel des Vereins ist es, die Weiterbildung in Hamburg zu fördern.

## W.H.S.B. Weiterbildung Hamburg Service und Beratung gGmbH
Im Jahr 2008 gründete der Verein eine gemeinnützige GmbH, deren einziger Gesellschafter er ist. Diese trägt den Namen W.H.S.B. Weiterbildung Hamburg Service und Beratung gGmbH. Das Unternehmen wird durch Zuwendungen der Freien und Hansestadt Hamburg finanziert. Es informiert und berät Interessierte zu Fragen der Weiterbildung.

## Prüfsiegel
Weiterbildungseinrichtungen in Hamburg, die dem Verein angehören, wird bei Erfüllung definierter Standards das Qualitäts-Prüfsiegel Geprüfte Weiterbildungseinrichtung verliehen.